# Козловський Іван Семенович
Іва́н Семе́нович Козло́вський (нар. 11 (24) березня 1900, Мар'янівка — 21 грудня 1993, Москва) — радянський український співак, народний артист СРСР (1940), Герой Соціалістичної Праці, Народний артист України (1993), лауреат двох Сталінських премій (1941, 1949), та Державної премії УРСР ім. Т. Г. Шевченка (1990).

## Біографія

### Ранні роки
Народився в селі Мар'янівка біля м. Васильків.
З 7 років співав у Михайлівському Золотоверхому монастирі, де він прожив близько десяти років. У цьому ж хорі співав і рідний брат Івана Семеновича, згодом відомий співак — Федір Козловський. У 1919 році він виїхав на гастролі до Європи з хором Кошиця, і коли прийшла звістка, що червона Росія окупувала Україну, відмовився (як і весь склад хору) повернутися на Батьківщину. Цей факт тривалий час лишався таємницею Івана Козловського, втім, імовірно, став причиною того, що Івана Козловського в майбутньому не випускали за кордон.

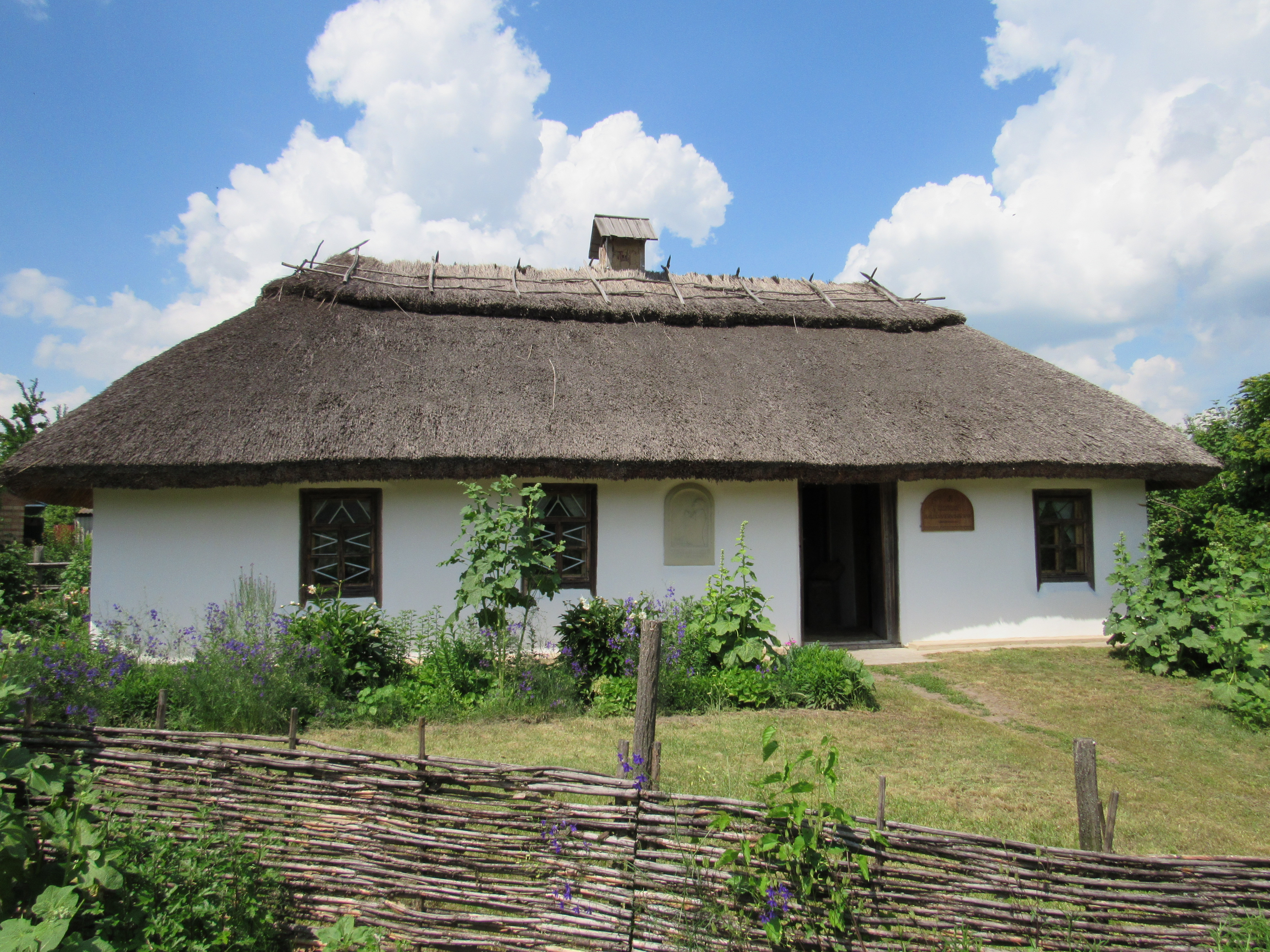
Мар'янівка. Батьківська хата І. С. Козловського

Першим шкільним вчителем Івана Козловського у селі Мар'янівка став Сисой Григорович Саєнко, один з тих вчителів, що прищепив надзвичайну любов до рідної землі своїм юним учням і розгледів надзвичайний дар маленького Івасика.
1917 року Іван вступив до Київського музично-драматичного інституту, до класу Олени Олександрівни Муравйової, а наприкінці 1918 року почав співати в Полтавському музично-драматичному театрі. Служба в Червоній армії тимчасово перервала його артистичну діяльність. Лише один раз І. Козловський на запрошення адміністрації оперного театру замінив хворого артиста й виступив в опері Шарля Гуно «Фауст». Учасник цього спектаклю — відомий співак Платон Цесевич пророчив молодому співаку блискуче майбутнє. По закінченні служби в Червоній армії Іван Козловський співав у спектаклях Харківського і
Свердловського театрів опери, а 1926 року був прийнятий у трупу Великого театру СРСР.
Перший сезон у Свердловській опері був для Івана Семеновича Козловського напрочуд насиченим. Молодому співакові доводилося виступати у всьому провідному теноровому репертуарі: ліричному, меццо-характерному й навіть лірико-драматичному. Невдовзі Козловський полонив серця слухачів. Усі спектаклі за його участю відбувалися з аншлагом. Місцева газета «Уральский рабочий» постійно вміщувала захоплені відгуки на його виступи… «Козловський — Хозе правильно, з великим смаком і почуттям розвиває свою роль від початку й до кінця. Він володіє красивим, чистим голосом і чудовою сценічною зовнішністю…» Про його виступ у «Золотому півнику» йшлося: «Що стосується виконавців, то слід сказати, що найбільш цілісний образ був створений… Козловським».
Короткочасна робота у Полтаві, Харкові й Свердловську дала Козловському, за його власним свідченням, надзвичайно багато і в творчому, і в життєвому плані. Саме там, відчувши увесь тягар особистої відповідальності, він став професійним актором-співаком, який вже не боявся зіткнутися з будь-якими несподіванками у майбутній роботі на столичній сцені тодішнього Радянського Союзу. «Периферійні театри, — говорив митець, — пробуджують творчість, дають більший простір, навіть спонукають до дерзання, що і в творчому відношенні дуже корисно, й скуповується у майбутньому у самому позитивному розумінні… Щоправда, є небезпека захльостування пересічністю… Мене ця доля обминула тому, що на моєму шляху трапилися люди, котрі не знижували, а піднімали смаки, виховували прагнення розвивати професіоналізм, висувати до себе та інших все більші й більші вимоги. Я завжди із вдячністю згадую Полтаву, Харків, Свердловськ».

### У Москві
Першою роллю Козловського на сцені Великого театру стала невелика партія Юродивого в опері «Борис Годунов» Модеста Мусоргського, яка, однак, принесла співакові всесоюзне визнання. Як зауважив П.  Пічугин:
| «…Ленський Чайковського та Юродивий Мусоргського. Важко знайти в російській оперній класиці більш несхожі, контрастні, навіть до певної міри чужі за своєю чисто музичною естетикою образи, а тим часом і Ленський, і Юродивий - чи не рівною мірою найвищі досягнення Козловського. Про ці партії артиста багато написано і сказано, та все ж не можна ще раз не сказати про Юродивого, образу, створеному Козловським з незрівнянною силою, що став у його виконанні по-пушкінські великим вираженням "долі народної", голосом народу, криком його страждань, судом його совісті. Все в цій сцені, що виконується Козловським з неповторною майстерністю, від першого до останнього вимовленого ним слова, від божевільної пісеньки Юродивого "Місяць їде, кошеня плаче" до знаменитого вироку "Не можна молитися за царя-Ірода" сповнено такої безодньої глибини, змісту і значення, такої правди життя (і правди мистецтва), які піднімають цю епізодичну роль на грань найвищої трагедійності ... Є у світовому театрі ролі (їх небагато!), що давно злилися в нашому уявленні з тим чи іншим видатним актором. Такий Юродивий. Він назавжди залишиться в нашій пам'яті як Юродивий - Козловський» |
У 1954, будучи лауреатом найвищих державних нагород, Козловський покинув Великий театр. За спогадами доньки Козловського, Анни, він образився на керівництво, яке не заступилося за нього, коли вийшла стаття в центральній пресі про немислимі гонорари Козловського. Втім, Козловський продовжував виступати як концертний виконавець.

### Останні роки
Залишивши Великий театр, Козловський продовжував активну концертну діяльність. Крім того, протягом декількох років І. С. Козловський залишався художнім керівником організованого за його ініціативою 1938 року Державного ансамблю опери, де він здійснив ряд постановок. В рідному селі — Мар'янівці, співакові вдалося, попри численні бюрократичні перепони, створити дитячий симфонічний оркестр. Іван Семенович замовив для симфонічного оркестру з Москви всі інструменти, ноти, організував навчання дітей музики. Останній виступ Івана Семеновича відбувся у Будинку Композиторів на вечорі пам'яті Генріха Нейгауза в 90 році.

## Родина
Іванів батько, Семен Козловський (? — 1929) був кравцем і шив свити, кожухи. Іванова мама була з польського роду Косинських, надзвичайно глибоко знала народні звичаї, прикмети, таємниці обрядів. Померла від тифу, коли Івану йшов 21 рік. Він був далеко від дому і не зміг з нею попрощатися.

Федір Семенович Козловський — старший брат Івана Козловського.

В Івана був старший брат Федір (~1895 — ?), з разом з яким він навчався в  духовній семінарії при Михайлівському Золотоверхому монастирі та співав у хорі монастиря. 1919 року в складі новоствореної Української республіканської капели під орудою Олександра Кошиця Федір Козловський виїхав на гастролі до Західної Європи та Північної Америки. Через встановлення в Україні більшовицької влади він, як і весь хор у повному складі, по закінченні турне в Україну не повернувся. Федір Козловський висвятився на священника та мав паству у містечку Пайн-Буш під Нью-Йорком. В 1970-і під виглядом туриста приїжджав до СРСР, зустрічався з братом Іваном. Похований у Пайн-Буші. 
Іван Семенович не був щасливим в особистому житті. Розлучившись з першою дружиною Олександрою Герцик, він зв'язав життя з актрисою Галиною Сергеєвою (1914—2000), у них народилося дві доньки — Анна і Настя. Галина Сергеєва під старість Івана Козловського залишила його.

## Творчість
Іван Козловський володів гарним голосом світлого сріблястого тембру, широкого діапазону з вільним верхнім регістром.
Наталя Шпіллер відзначала:

| Тембр голосу, манера співу, акторські дані — все у молодому тоді артистові розкривало яскраво виражену, рідкісну індивідуальність. Голос Козловського ніколи не відрізнявся особливою міццю. Але вільне видобування звуку, вміння концентрувати його дозволяло співакові "прорізати" великі простори. Козловський може співати з будь-яким складом оркестру і з будь-яким ансамблем. Його голос звучить завжди чисто, дзвінко, без тіні напруги. Еластичність дихання, гнучкість і швидкість, неперевершена легкість у верхньому регістрі, відточена дикція — воістину бездоганний вокаліст, який із роками довів володіння голосом до вищого ступеня віртуозності…[2] |
На оперній сцені І. С. Козловський виконав понад 50 найрізноманітніших партій: від мудрого старця Берендея в опері «Снігурка» М. Римського-Корсакова до юного Ромео в опері «Ромео і Джульєтта» Шарля Гуно. Концертна діяльність І. С. Козловського є різноманітною. У його репертуарі — класичні шедеври Моцарта, Бетховена, Шуберта, Шумана, Лисенка, Гулака-Артемовського, Глинки, Даргомижського, Бородіна, Чайковського, Ліста, Рахманінова; вокальні твори радянських композиторів; українські й російські народні пісні та романси.

## Козловський і Україна

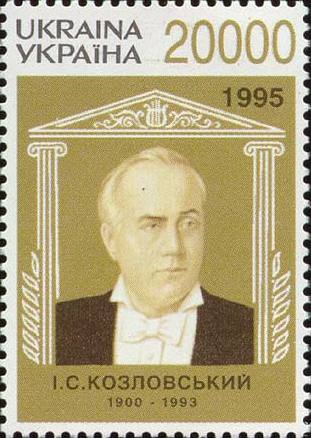
Поштова марка з портретом Івана Козловського 1995 року

Козловський був великим українським патріотом. Україна завжди займала найважливіше місце в його серці. Іван Семенович підтримував найтісніші зв'язки із київськими митцями і земляками-мар'янівцями. У його московській квартирі завжди лунала українська мова. Серед репертуару співака були «політично небезпечні» українські твори: «Мені однаково» на слова Тараса Шевченка, пісні українських січових стрільців (із дещо зміненим текстом) та ін. Іван Семенович заповів поховати себе в рідній Мар'янівці, сам вибрав місце для могили — але й останню волю митця не було виконано: великий українець знайшов свій останній притулок на офіціозному Новодівичому цвинтарі в Москві.
Деякі його найкращі записи українською мовою (див. дискографію) не перевидавались по 50-60 років. Лише завдяки старанням доньки Анни Іванівни та Президента Фонду Козловського Бели Руденко 24 березня 2004 року відбулася презентація подвійного компакт-диску з українськими творами у виконанні Івана Семеновича, який московська фірма MOROZ Records зробила дуже недбало.
Вельми красномовними є більшість виданих у Москві біографій Козловського. В одній з довгого переліку композиторів можна дізнатися навіть, що Козловський виконував твори Шапоріна та Власова, проте у списку немає українських класиків Гулака-Артемовського та Лисенка. Автор іншої пише, що «с большим мастерством исполняет И. С. Козловский русские старинные романсы» — та йому «невідомо», що співак тричі записував один лише український романс «Коли розлучаються двоє», інші українські твори цього жанру. 
Український репертуар Івана Козловського

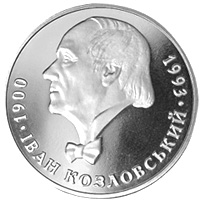
Ювілейна монета

- Партія Андрія з опери С. Гулака-Артемовського «Запорожець за Дунаєм».
- Партія Петра з опери М. Лисенка «Наталка Полтавка».
- Партія Левка з опери М. Лисенка «Утоплена».
- Партія Андрія з опери М. Аркаса «Катерина».
- Партія Йонтека з опери «Галька» С. Монюшка українською мовою. (Харків, 1924).
- Дует Оксани і Андрія з 2-ї дії опери «Запорожець за Дунаєм» (із З. Гайдай).
- Арія Андрія з хором з 3-ї дії опери «Запорожець за Дунаєм»
- Сонце низенько. (Пісня Петра з опери М. Лисенка «Наталка Полтавка»)
- Ой, я нещасний. (Пісня Петра з опери М. Лисенка «Наталка Полтавка»)
- Монолог і пісня Петра («Ой не шуми, луже») з опери М. Лисенка «Наталка Полтавка»
- Фінальна пісня Петра з хором («Де згода в сімействі») з опери М. Лисенка «Наталка Полтавка»
- Реве та стогне Дніпр широкий. (Слова Т. Шевченка, муз. Д. Крижанівського)
- Мені однаково. (Слова Т.Шевченка, музика М.Лисенка)
- І широкую долину. (Слова Т. Шевченка, музика М. Лисенка)
- Скажи мені правду. (Українська народна пісня)
- Огні горять, музика грає. (Слова Т. Шевченка, музика М. Лисенка)
- По садочку хожу. (Українська народна пісня)
- Дивлюсь я на небо. (Слова М. Петренка, муз. Л. Александрової)
- Чорнії брови, карії очі. (Слова К. Думитрашка, муз. Д. Бонковського)
- Ой, зійди, зійди, ясен місяцю. (Українська народна пісня)
- Їхав козак на війноньку
- Засвистали козаченьки. (Українська народна пісня; приписується напівлегендарній співачці та поетесі * Марусі, або Марії Гордіївні, Чурай, що жила в Полтаві в середині 17 ст.)
- Зозуля кувала.
- Гуляв чумак на риночку. (Українська народна пісня)
- Ой, у полі озерце. (Українська народна пісня)
- Коли розлучаються двоє. (Слова Г. Гейне, укр. переклад М. Славінського, муз. М. Лисенка)
- Де ти бродиш, моя доле. (Муз. Марка Кропивницького, обробка для голосу і ф-но В. Заремби.)
- Я другої не любив, та й любить не буду. (Дует з Л. Фірстовою)
- Ой, у полі криниченька. (Українська народна пісня)
- Стоїть гора високая. (Слова Л. Глібова, музика народна)
- Гей, на високій полонині.
- Сусідко. (Українська народна пісня)
- Колядки (Іде звізда чудна, Ірод-цар, Добрий вечір тобі, Нова радість (рада) стала, По всьому світу стала новина) (АУДІО).
- Колядки. (АУДІО) [Архівовано 24 Січня 2021 у Wayback Machine.]
- На дорогу йду я в самотині (Слова М. Лермонтова, муз. Є. Шашиної)

## Нагороди
- Герой Соціалістичної Праці (1980).
- Сталінська премія першого ступеня (1941) — за видатні досягнення в області вокально-драматичного мистецтва.
- Сталінська премія першого ступеня (1949) — за виконання партії Юродивого в оперному спектаклі «Борис Годунов» М. П. Мусоргського.
- Народний артист СРСР (1940).
- Народний артист України (1993).
- Державна премія УРСР ім. Т. Г. Шевченка (1990).
- П'ять орденів Леніна (1939; 1951; 1970; 1976; 1980).
- Орден «Знак Пошани» (1937).

## Пам'ять

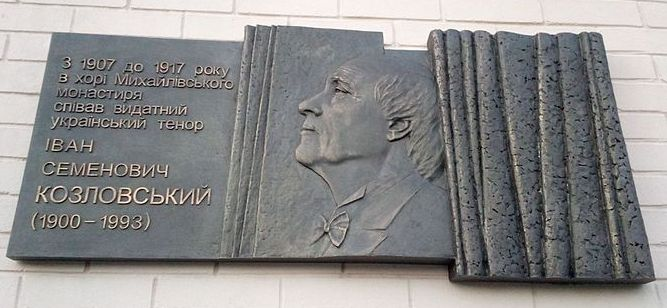
Меморіальна дошка в Золотоверхому Михайлівському монастирі

- У с. Мар'янівка Васильківського району Київської області 1994 р. створено Меморіальний музей-садибу Івана Козловського, на території якої в 2000 р. відкрито пам'ятник на його честь (скульптор В. І. Зноба).
- У Києві ім'ям співака названо провулок Івана Козловського (Печерський район), де 8 жовтня 2008 року відкрито пам'ятник Івану Козловському[9] (скульптор В. І. Зноба).
- Ім'ям Івана Козловського названа музична школа в Москві[10].
- На його честь випущені поштова марка і пам'ятна монета в Україні.

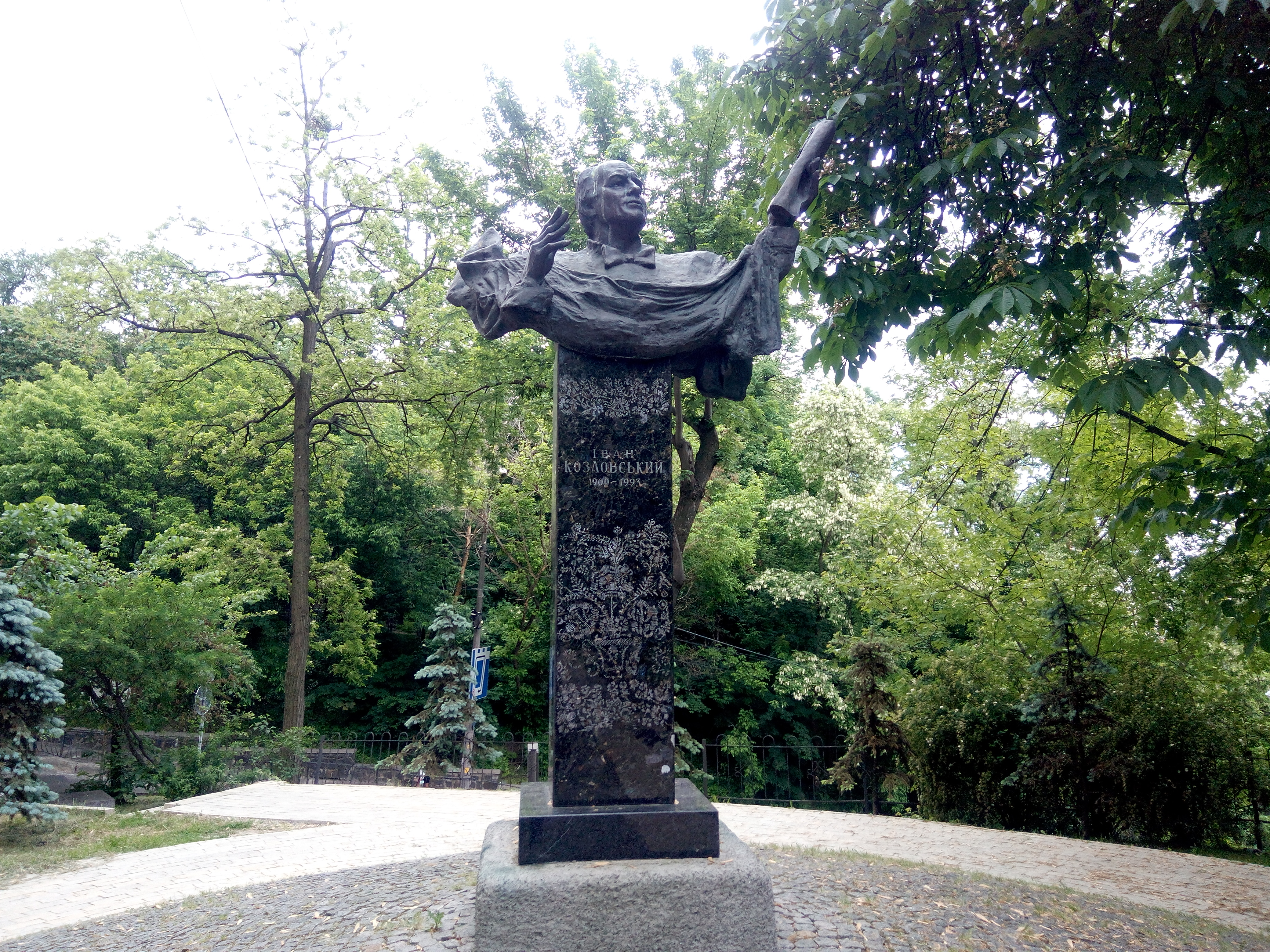
Погруддя Івана Козловського в Києві

- Погруддя Івана Козловського в КиєвіНа його честь названо астероїд 4944 Козловський.
- У Києві відкрито Мистецько-концертний центр ім Івана Козловського — https://web.archive.org/web/20160618151919/http://operetta.com.ua/kozlowski/ - на вул. Хрещатик, 50-Б.
- 28 березня 2017 року на одній із будівель Михайлівського Золотоверхого монастиря відбулось урочисте відкриття меморіальної дошки у зв'язку з 117 річницею дня народження співака.